# División de Honor femenina de rugby 2015-16
La temporada 2015-16 de la División de Honor femenina de rugby es la sexta de esta competición en la que participarán ocho equipos.

## Equipos participantes
| Equipo              | Ciudad                     | Estadio                                | Entrenador          | Capitana         |
| ------------------- | -------------------------- | -------------------------------------- | ------------------- | ---------------- |
| CRAT                | La Coruña                  | Campus de Elviña                       | José Antonio Portos | Vanessa Rial     |
| GEiEG               | Gerona                     | Complex Esportiu Palau Sacosta         | Coral Vila          | Magdalena Pérez  |
| Getxo Errugbia      | Guecho                     | Fadura                                 | Kepa Andoni Saitua  | Ana Elisa Masa   |
| XV Hortaleza RC     | Madrid                     | Campo de Rugby de Hortaleza            | David Cabanas       | Nuria Núñez      |
| INEF Barcelona      | Barcelona                  | Feixa Llarga (Hospitalet de Llobregat) | Ricard Cayuelas     | Tania Ortega     |
| CR Majadahonda      | Majadahonda                | Valle del Arcipreste                   | Raúl García         | Blanca Domínguez |
| Olímpico de Pozuelo | Pozuelo de Alarcón         | Valle de las Cañas                     | Carlos Bernardos    | Elena Bilbao     |
| XV Sanse Scrum      | San Sebastián de los Reyes | Polideportivo Dehesa Boyal             | Gustavo Andrés      | Sara Rubio       |

### Principales traspasos
| Jugadora                     | Procedencia         | Destino                 |
| ---------------------------- | ------------------- | ----------------------- |
| Anna Barbanti (centro)       | INEF Barcelona      | CUS Bologna             |
| Marta Cabané (centro)        | Old Belvedere RFC   | GEiEG                   |
| María Casado                 | CR Majadahonda      | Blagnac Saint-Orens RF  |
| Marie Clarys (talonadora)    | Dendermond RC       | INEF Barcelona          |
| Maia Tua Davidson (apertura) | CRAT                | Eketahuna RFC           |
| Patricia García (medio melé) | Waikato RU          | Olímpico de Pozuelo     |
| Elena Redondo (delantera)    | USA Perpignan       | Olímpico de Pozuelo     |
| Eleonora Ricci (pilier)      | CRAT                | Umbria Rugby Ragazze    |
| Isabel Rico (pilier)         | Olímpico Pozuelo    | Wasps Ladies            |
| María Sobrinos (pilier)      | Olímpico de Pozuelo | Hillhead Jordanhill RFC |
| Shaan Waru (tercera)         | CRAT                | Eketahuna RFC           |
| Mette Zimmat (centro)        | ASV Köln Rugby      | INEF Barcelona          |

## Clasificación
| \| \| Clasificación División de Honor Femenina 2014-2015 \| |                                                    |   |   |   |   |     |    |      |   |        |
|                                                             | Equipo                                             | J | G | E | P | PF  | PC | +/-  | b | Puntos |
| 1º                                                          | INEF Barcelona                                     | 4 | 4 | 0 | 0 | 127 | 27 | +100 | 3 | 19     |
| 2º                                                          | CR Majadahonda                                     | 4 | 4 | 0 | 0 | 73  | 39 | +34  | 2 | 18     |
| 3º                                                          | XV Sanse Scrum                                     | 4 | 2 | 0 | 2 | 79  | 47 | +32  | 2 | 10     |
| 4º                                                          | Olímpico de Pozuelo                                | 4 | 2 | 0 | 2 | 76  | 58 | +18  | 1 | 9      |
| 5º                                                          | Getxo Errugbia                                     | 4 | 2 | 0 | 2 | 65  | 64 | +1   | 2 | 10     |
| 6º                                                          | CRAT                                               | 4 | 2 | 0 | 2 | 52  | 95 | -43  | 2 | 10     |
| 7º                                                          | GEiEG                                              | 4 | 0 | 0 | 4 | 8   | 89 | -81  | 1 | 1      |
| 8º                                                          | XV Hortaleza RC                                    | 4 | 0 | 0 | 4 | 20  | 81 | -61  | 0 | 0      |
|                                                             | Clasificación División de Honor Femenina 2014-2015 |   |   |   |   |     |    |      |   |        |

 Sistema de puntuación
- Perder por una diferencia de siete puntos o inferior suma 1 punto de bonus.

## Temporada regular

### 1.ª jornada
|  | Local | vs. | Visita |  |  |

|  | Local | vs. | Visita |  |  |

|  | Local | vs. | Visita |  |  |

|  | Local | vs. | Visita |  |  |

### 2.ª jornada
|  | Local | vs. | Visita |  |  |

|  | Local | vs. | Visita |  |  |

|  | Local | vs. | Visita |  |  |

|  | Local | vs. | Visita |  |  |

### 3.ª jornada
|  | Local | vs. | Visita |  |  |

|  | Local | vs. | Visita |  |  |

|  | Local | vs. | Visita |  |  |

|  | Local | vs. | Visita |  |  |

### 4.ª jornada
|  | Local | vs. | Visita |  |  |

|  | Local | vs. | Visita |  |  |

|  | Local | vs. | Visita |  |  |

|  | Local | vs. | Visita |  |  |

### 5.ª jornada
|  | Local | vs. | Visita |  |  |

|  | Local | vs. | Visita |  |  |

|  | Local | vs. | Visita |  |  |

|  | Local | vs. | Visita |  |  |

### 6.ª jornada
|  | Local | vs. | Visita |  |  |

|  | Local | vs. | Visita |  |  |

|  | Local | vs. | Visita |  |  |

|  | Local | vs. | Visita |  |  |

### 7.ª jornada
|  | Local | vs. | Visita |  |  |

|  | Local | vs. | Visita |  |  |

|  | Local | vs. | Visita |  |  |

|  | Local | vs. | Visita |  |  |

## Play-off por el título
|  | Semifinales | Semifinales | Semifinales |  |  | Final | Final | Final |  |
|  |             |             |             |  |  |       |       |       |  |
|  |             |             |             |  |  |       |       |       |  |
|  |             |             |             |  |  |       |       |       |  |
|  |             |             |             |  |  |       |       |       |  |
|  |             |             |             |  |  |       |       |       |  |
|  |             |             |             |  |  |       |       |       |  |
|  |             |             |             |  |  |       |       |       |  |
|  |             |             |             |  |  |       |       |       |  |
|  |             |             |             |  |  |       |       |       |  |
|  |             |             |             |  |  |       |       |       |  |
|  |             |             |             |  |  |       |       |       |  |
|  |             |             |             |  |  |       |       |       |  |
|  |             |             |             |  |  |       |       |       |  |

## Estadísticas Jugadoras

### Máximas Anotadoras de Puntos
| 1ª | Carlota Méliz    | INEF Barcelona      | (2E, 5T, 2GC, 0D) | 25 ptos |
| 2ª | Mette Zimmat     | INEF Barcelona      | (4E, 0T, 0GC, 0D) | 20 ptos |
| 3ª | Marina Galán     | XV Sanse Scrum      | (0E, 5T, 3GC, 0D) | 19 ptos |
| 4ª | Iera Echebarría  | Olímpico de Pozuelo | (3E, 0T, 0GC, 0D) | 15 ptos |
| 4ª | Tania García     | CRAT                | (3E, 0T, 0GC, 0D) | 15 ptos |
| 4ª | Raquel Santiago  | CR Majadahonda      | (3E, 0T, 0GC, 0D) | 15 ptos |
| 4ª | Anna Ramón       | INEF Barcelona      | (3E, 0T, 0GC, 0D) | 15 ptos |
| 4ª | Isabel Rodríguez | Getxo Errugbia      | (3E, 0T, 0GC, 0D) | 15 ptos |
| 9ª | Blanca Domínguez | CR Majadahonda      | (0E, 2T, 3GC, 0D) | 13 ptos |

E = Ensayos;  T = Transformaciones;  GC = Golpes de Castigo;  D = Drop-Goals 

### Máximas Anotadoras de Ensayos
| 1ª | Mette Zimmat     | INEF Barcelona      | 4 |
| 2ª | Iera Echebarría  | Olímpico de Pozuelo | 3 |
| 2ª | Tania García     | CRAT                | 3 |
| 2ª | Anna Ramón       | INEF Barcelona      | 3 |
| 2ª | Isabel Rodríguez | Getxo Errugbia      | 3 |
| 2ª | Raquel Santiago  | CR Majadahonda      | 3 |

## Play-off de Ascenso

### 1ª Fase: Ligas Territoriales
| Pos | Andalucía     | Aragón              | Castilla y León    | Canarias           | Catalunya           |
| --- | ------------- | ------------------- | ------------------ | ------------------ | ------------------- |
| 1º  | CR Málaga     | Ingenieros de Soria | El Salvador        | CR Las Palmas      | INEF Barcelona      |
| 2º  | Univ. Sevilla | CDU Unizar          | CR Albéitar        | Univ. de La Laguna | GEiEG               |
| 3º  | CDU Granada   | CRS Tarazona        | UBU Aparejadores   | Asense RC          | Barcelona Enginyers |
| 4º  |               | Fénix CR            | Gijón RC           | Lanzarote RC       | UE Santboiana       |
| 5º  |               | Quebrantahuesos RC  | Independiente RC   |                    | RC L'Hospitalet     |
| 6º  |               |                     | ADUS               |                    | Gòtics RC           |
| 7º  |               |                     | VRAC               |                    | CR Sant Cugat       |
| 8º  |               |                     | Univ. RC Cantabria |                    |                     |

| Pos | Com. de Madrid         | Com. Valenciana      | Euskadi     | Galicia    | R. de Murcia      |
| --- | ---------------------- | -------------------- | ----------- | ---------- | ----------------- |
| 1º  | Olímpico de Pozuelo    | CAU Valencia         | La Única RT | CRAT       | CUDER             |
| 2º  | XV Hortaleza RC        | Valencia RC          | Durango RT  | Vigo RC    | CR Lorca          |
| 3º  | CR Majadahonda         | CP Les Abelles       | Gaztedi RT  | Muralla RC | Squalos Mar Menor |
| 4º  | XV Sanse Scrum         | Univ. Católica V.    | Hernani CRE | CR Lalín   | CRU Cartagena     |
| 5º  | CR Liceo Francés       | CR La Vila           | Eibar RT    |            | Orihuela CR       |
| 6º  | CRC Pozuelo            | Universidad Alicante |             |            |                   |
| 7º  | Industriales Las Rozas | CR San Roque         |             |            |                   |
| 8º  | Arquitectura           |                      |             |            |                   |
| 9º  | CR Liceo Francés       |                      |             |            |                   |
| 10º | O. de Pozuelo "B"      |                      |             |            |                   |